# Rubus delabathiensis
Rubus delabathiensis är en rosväxtart som beskrevs av Gustafsson. Rubus delabathiensis ingår i släktet rubusar, och familjen rosväxter. Utöver nominatformen finns också underarten R. d. dissectior.